# Boudeville
Pour les articles homonymes, voir Boudeville (homonymie).
Boudeville est une commune française située dans le département de la Seine-Maritime en région Normandie.

## Géographie

### Localisation
Les communes limitrophes sont  Berville-en-Caux, Le Torp-Mesnil, Lindebeuf, Prétot-Vicquemare et Saint-Laurent-en-Caux.
| Prétot-Vicquemare | Saint-Laurent-en-Caux |                |
|                   | Boudeville            | Le Torp-Mesnil |
| Berville-en-Caux  |                       | Lindebeuf      |

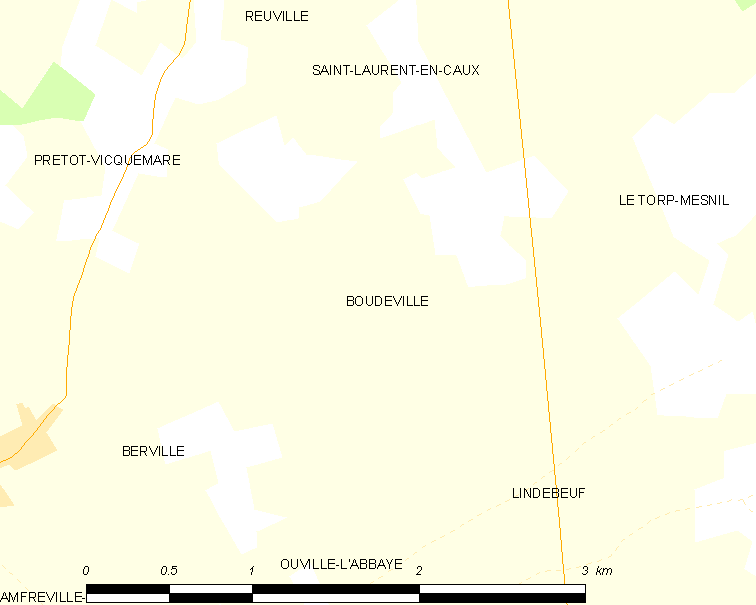
Carte de la commune.
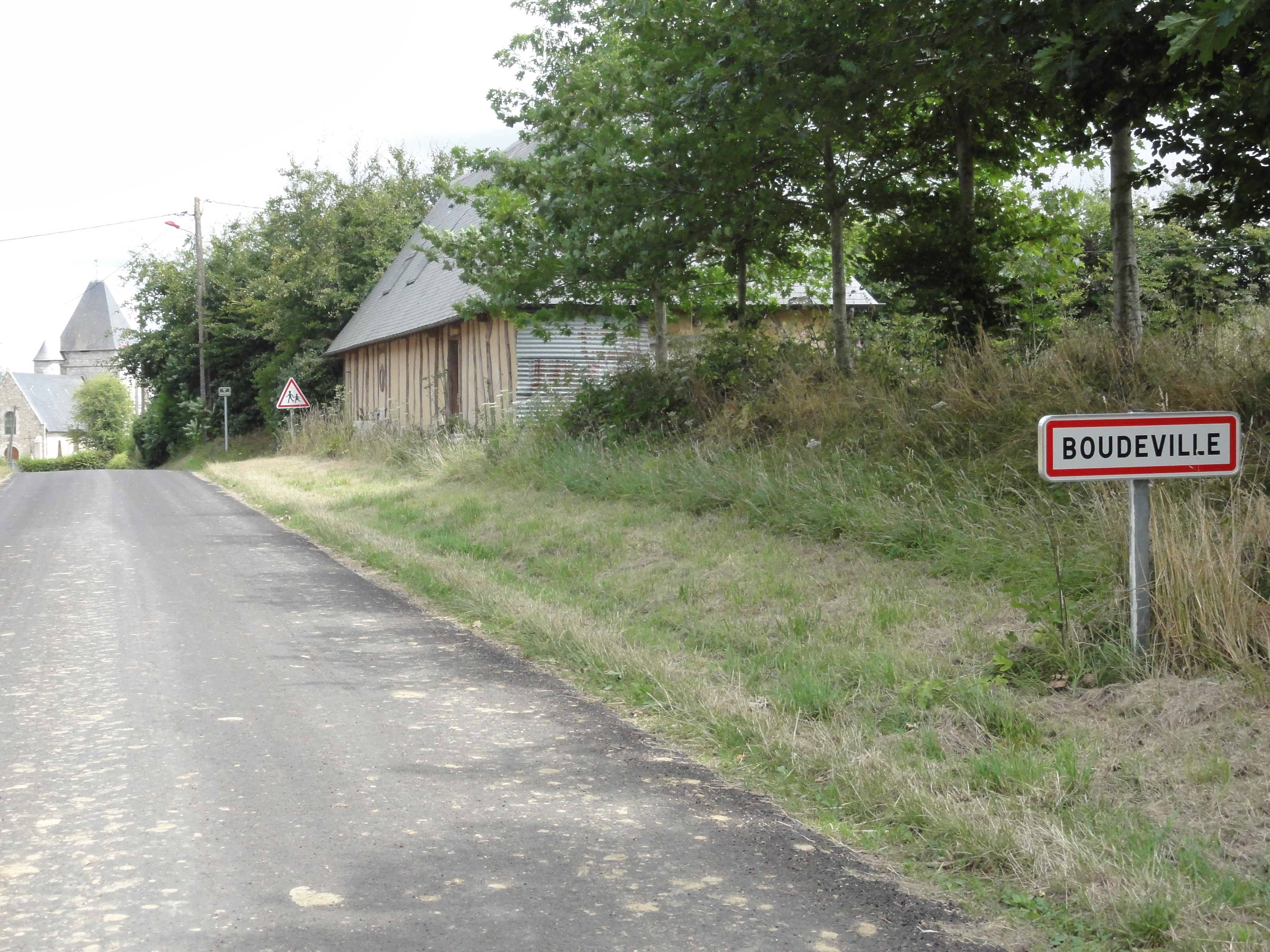
Entrée de Boudeville.
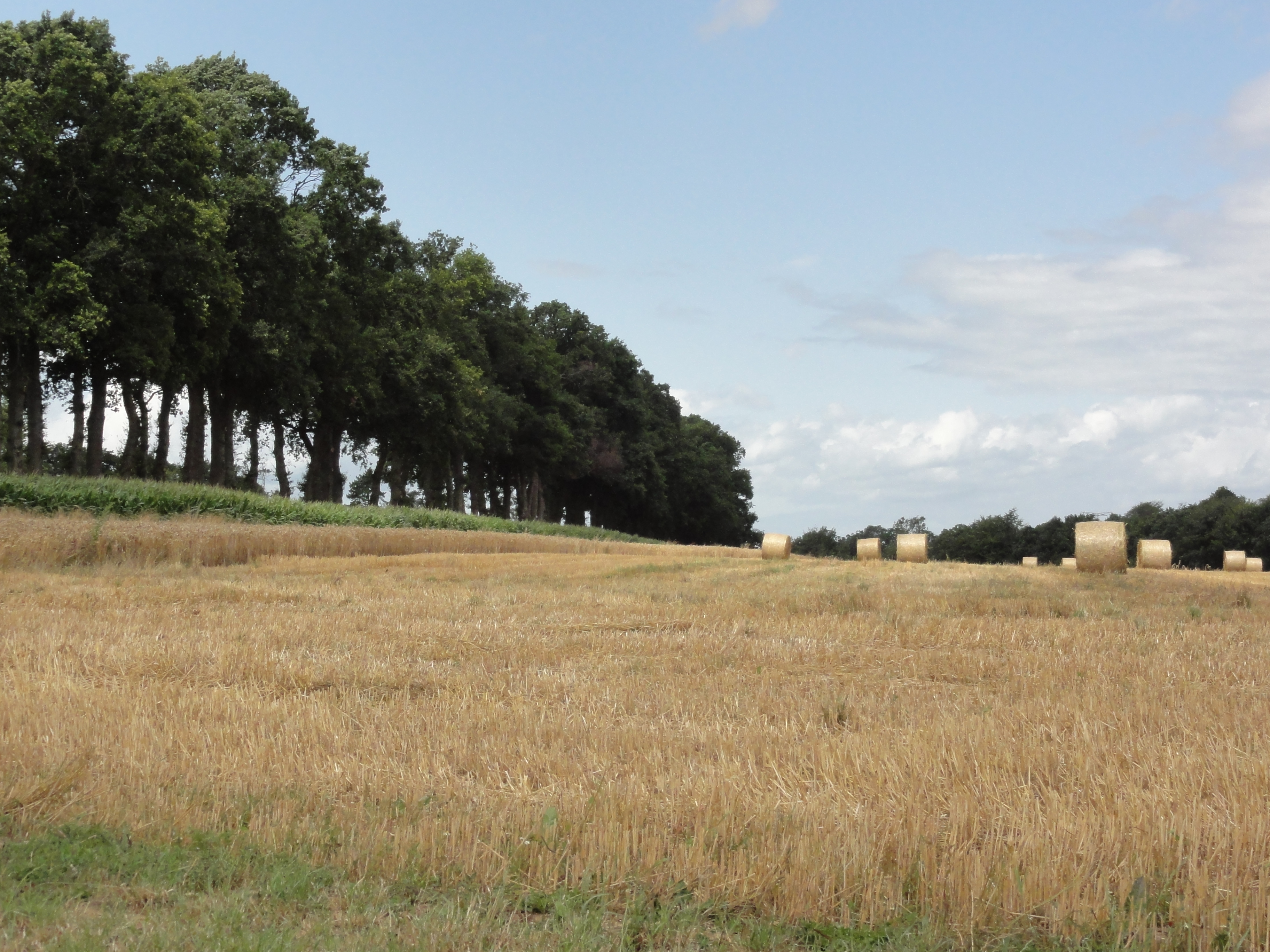
Paysage à Boudeville.
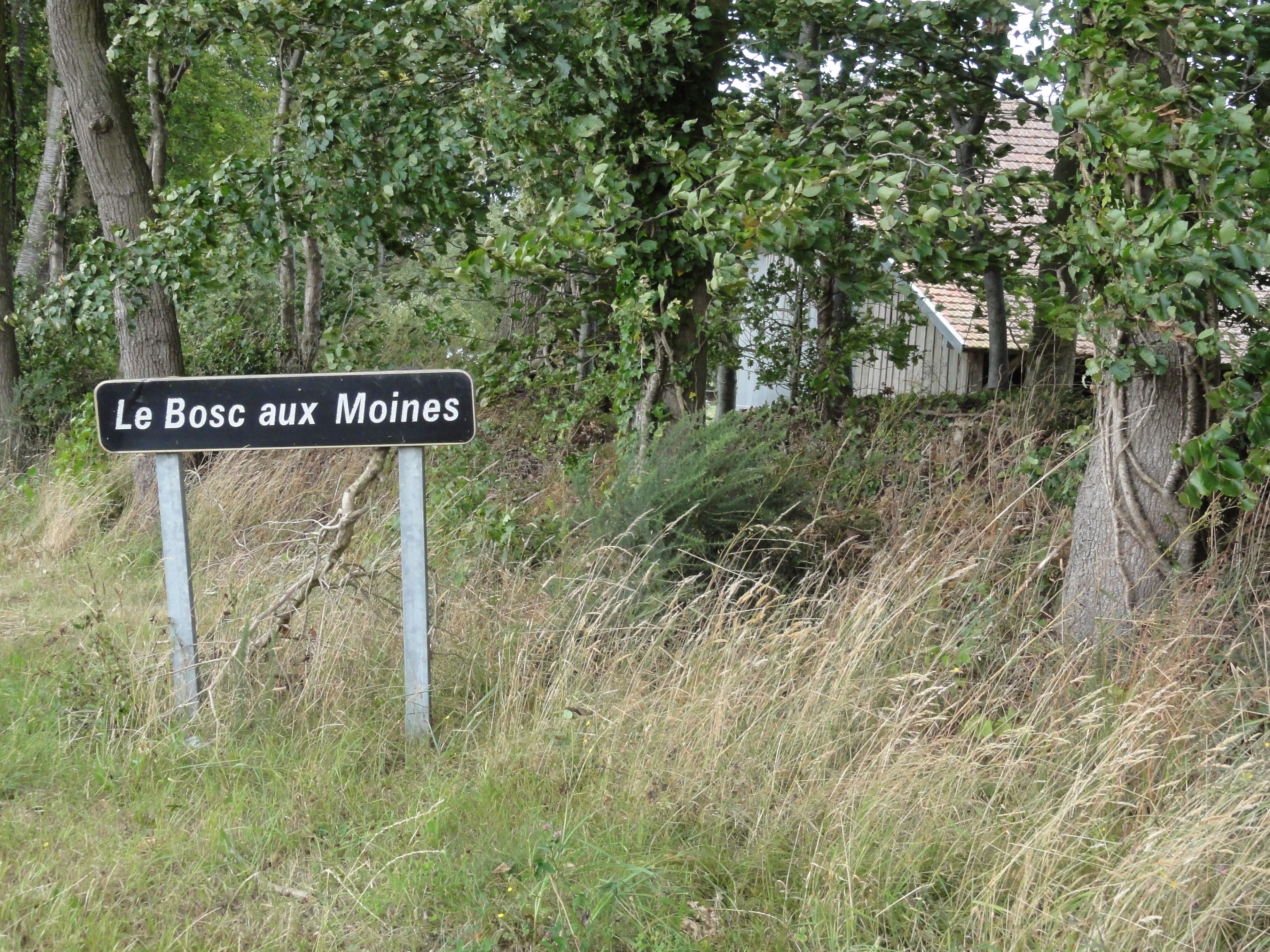
Entrée du Bosc aux Moines
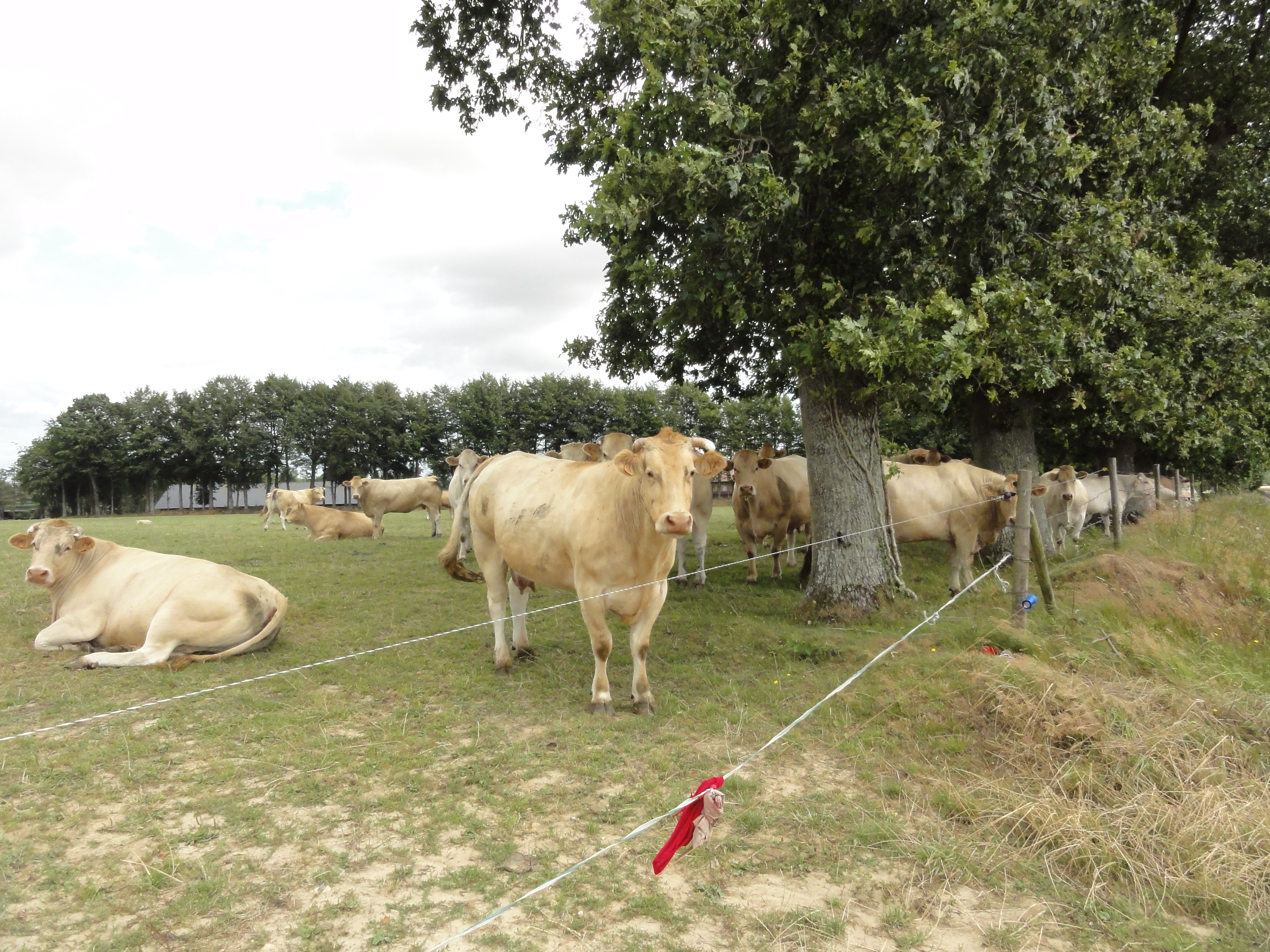
Paysage au Bosc aux Moines.

### Hydrographie
La commune est située dans le bassin Seine-Normandie. Elle n'est drainée par aucun cours d'eau,.

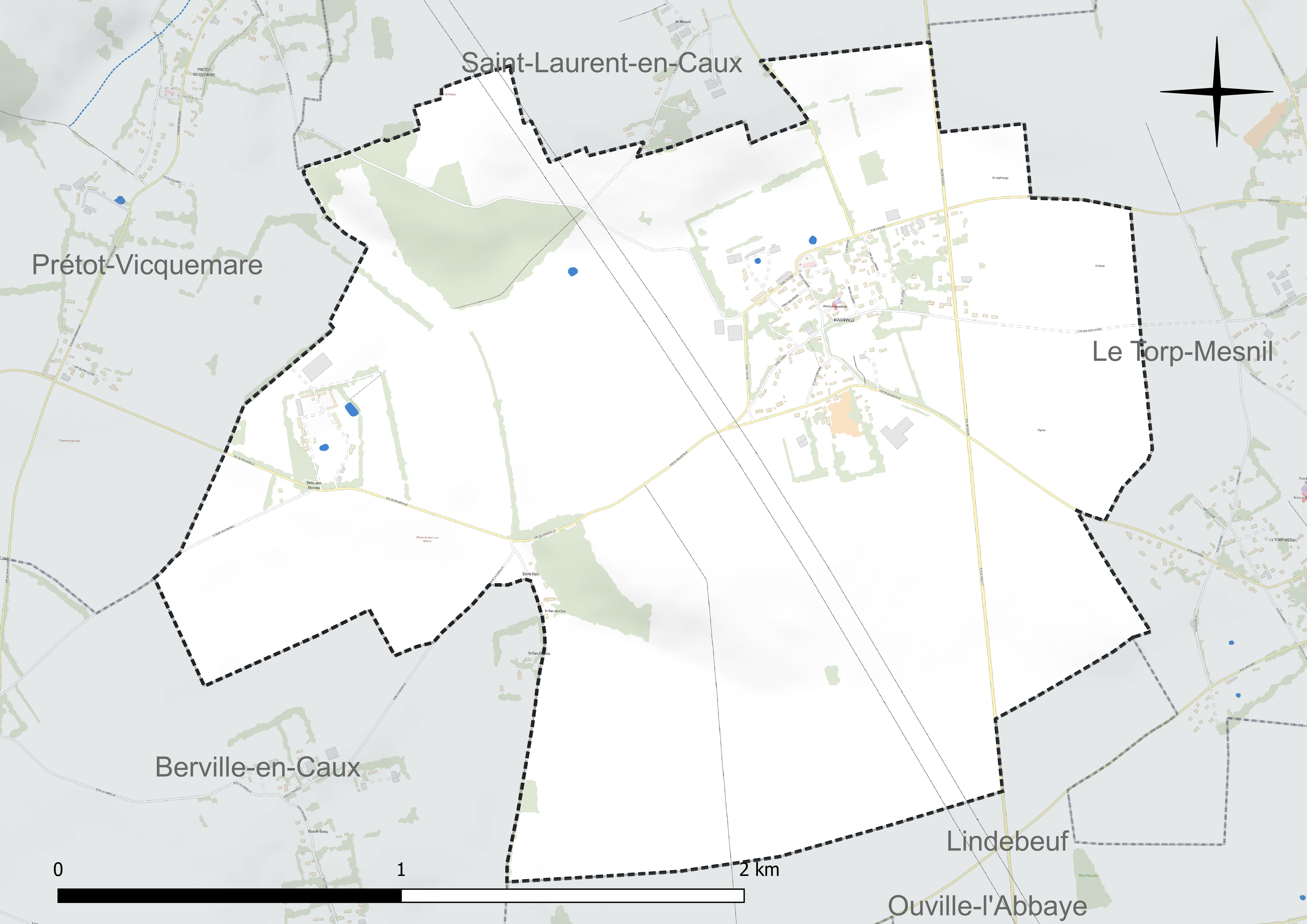
Réseau hydrographique de Boudeville.

### Climat
Pour des articles plus généraux, voir Climat de la Normandie et Climat de la Seine-Maritime.
En 2010, le climat de la commune est de type climat océanique franc, selon une étude du CNRS s'appuyant sur une série de données couvrant la période 1971-2000. En 2020, Météo-France publie une typologie des climats de la France métropolitaine dans laquelle la commune est exposée à un climat océanique et est dans la région climatique Côtes de la Manche orientale, caractérisée par un faible ensoleillement (1 550 h/an) ; forte humidité de l’air (plus de 20 h/jour avec humidité relative > 80 % en hiver), vents forts fréquents. Parallèlement le GIEC normand, un groupe régional d’experts sur le climat, différencie quant à lui, dans une étude de 2020, trois grands types de climats pour la région Normandie, nuancés à une échelle plus fine par les facteurs géographiques locaux. La commune est, selon ce zonage, exposée à un « climat maritime », correspondant au Pays de Caux, frais, humide et pluvieux, légèrement plus frais que dans le Cotentin.
Pour la période 1971-2000, la température annuelle moyenne est de 10,2 °C, avec une amplitude thermique annuelle de 13,8 °C. Le cumul annuel moyen de précipitations est de 936 mm, avec 13,5 jours de précipitations en janvier et 8,7 jours en juillet. Pour la période 1991-2020, la température moyenne annuelle observée sur la station météorologique la plus proche, située sur la commune d'Ectot-lès-Baons à 11 km à vol d'oiseau, est de 10,8 °C et le cumul annuel moyen de précipitations est de 905,5 mm,. Pour l'avenir, les paramètres climatiques de la commune estimés pour 2050 selon différents scénarios d’émission de gaz à effet de serre sont consultables sur un site dédié publié par Météo-France en novembre 2022.

## Urbanisme

### Typologie
Au 1er janvier 2024, Boudeville est catégorisée commune rurale à habitat dispersé, selon la nouvelle grille communale de densité à sept niveaux définie par l'Insee en 2022.
Elle est située hors unité urbaine et hors attraction des villes,.

### Occupation des sols
L'occupation des sols de la commune, telle qu'elle ressort de la base de données européenne d’occupation biophysique des sols Corine Land Cover (CLC), est marquée par l'importance des territoires agricoles (100 % en 2018), une proportion identique à celle de 1990 (100 %). La répartition détaillée en 2018 est la suivante : 
terres arables (80 %), zones agricoles hétérogènes (10,2 %), prairies (9,8 %). L'évolution de l’occupation des sols de la commune et de ses infrastructures peut être observée sur les différentes représentations cartographiques du territoire : la carte de Cassini (XVIIIe siècle), la carte d'état-major (1820-1866) et les cartes ou photos aériennes de l'IGN pour la période actuelle (1950 à aujourd'hui).

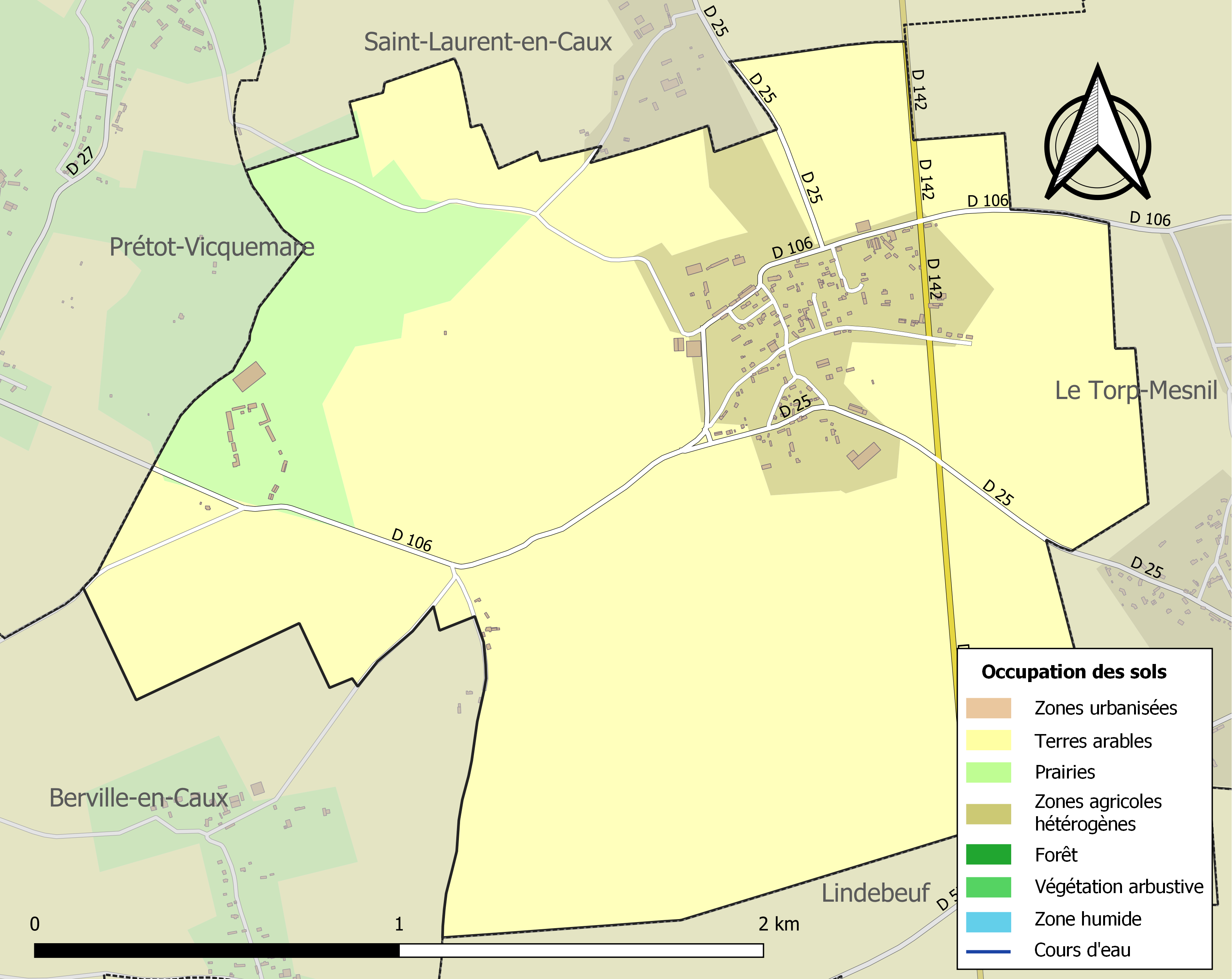
Carte des infrastructures et de l'occupation des sols de la commune en 2018 (CLC).

## Toponymie
Le nom de la localité est attesté sous les formes Bodivilla vers 1060, Bodevilla en 1131.

## Politique et administration
| Période                                  | Période                    | Identité           | Étiquette | Qualité                        |
| ---------------------------------------- | -------------------------- | ------------------ | --------- | ------------------------------ |
| Les données manquantes sont à compléter. |                            |                    |           |                                |
| 1909                                     |                            | Gustave Lavoinne   |           |                                |
| 1910                                     | 1924                       | Émile Lavoinne     |           |                                |
| 1925                                     |                            | André Lavoinne     |           | Agriculteur-éleveur            |
| 1926                                     | 1938                       | Émile Lavoinne     |           | Agriculteur-éleveur            |
| Les données manquantes sont à compléter. |                            |                    |           |                                |
| mars 2001                                | 2008                       | Philippe Lavoinne  | DVD       |                                |
| mars 2008                                | mars 2014                  | Christian Vittecoq |           |                                |
| mars 2014                                | En cours (au 10 août 2020) | Rémi Leconte       |           | Réélu pour le mandat 2020-2026 |

## Démographie
L'évolution du nombre d'habitants est connue à travers les recensements de la population effectués dans la commune depuis 1793. Pour les communes de moins de 10 000 habitants, une enquête de recensement portant sur toute la population est réalisée tous les cinq ans, les populations de référence des années intermédiaires étant quant à elles estimées par interpolation ou extrapolation. Pour la commune, le premier recensement exhaustif entrant dans le cadre du nouveau dispositif a été réalisé en 2006.

En 2022, la commune comptait 220 habitants, en évolution de +5,77 % par rapport à 2016 (Seine-Maritime : +0,35 %, France hors Mayotte : +2,11 %).
| 1793 | 1800 | 1806 | 1821 | 1831 | 1836 | 1841 | 1846 | 1851 |
| ---- | ---- | ---- | ---- | ---- | ---- | ---- | ---- | ---- |
| 342  | 340  | 243  | 340  | 342  | 368  | 350  | 359  | 331  |

| 1856 | 1861 | 1866 | 1872 | 1876 | 1881 | 1886 | 1891 | 1896 |
| ---- | ---- | ---- | ---- | ---- | ---- | ---- | ---- | ---- |
| 324  | 328  | 321  | 304  | 290  | 259  | 258  | 222  | 207  |

| 1901 | 1906 | 1911 | 1921 | 1926 | 1931 | 1936 | 1946 | 1954 |
| ---- | ---- | ---- | ---- | ---- | ---- | ---- | ---- | ---- |
| 220  | 240  | 190  | 224  | 206  | 213  | 212  | 198  | 208  |

| 1962 | 1968 | 1975 | 1982 | 1990 | 1999 | 2006 | 2011 | 2016 |
| ---- | ---- | ---- | ---- | ---- | ---- | ---- | ---- | ---- |
| 226  | 193  | 219  | 213  | 171  | 182  | 186  | 210  | 208  |

| 2021 | 2022 | - | - | - | - | - | - | - |
| ---- | ---- | - | - | - | - | - | - | - |
| 215  | 220  | - | - | - | - | - | - | - |

### Enseignement
La commune a conservé son école primaire publique. Elle est associée aux écoles du Torp-Mesnil, Lindebeuf et Vibeuf au sein du regroupement pédagogique intercommunal (RPI) des Mares et Mesnils.

### Vie associative et sportive

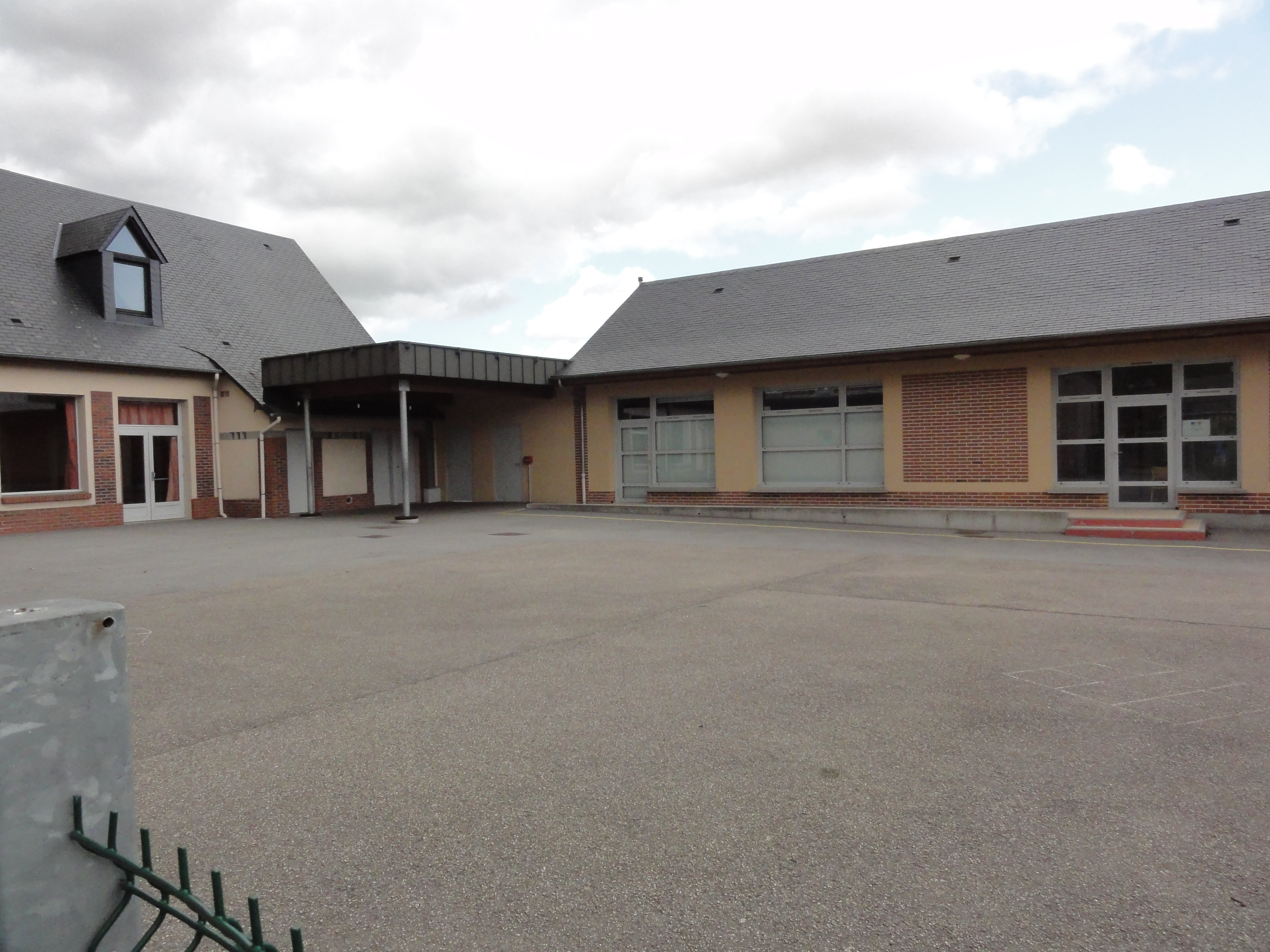
La salle polyvalente.

## Culture locale et patrimoine

### Lieux et monuments

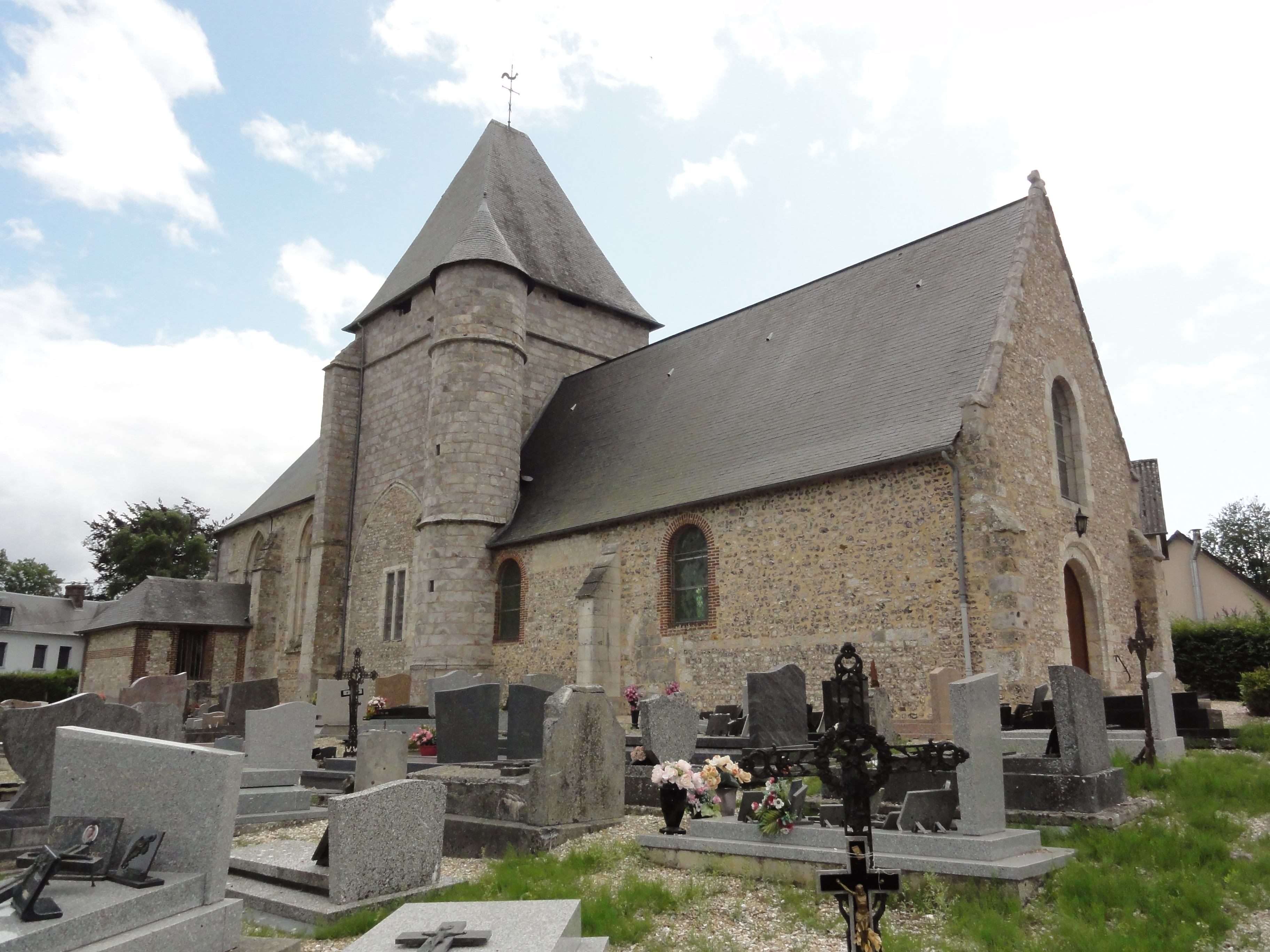
Église Saint-Pierre.
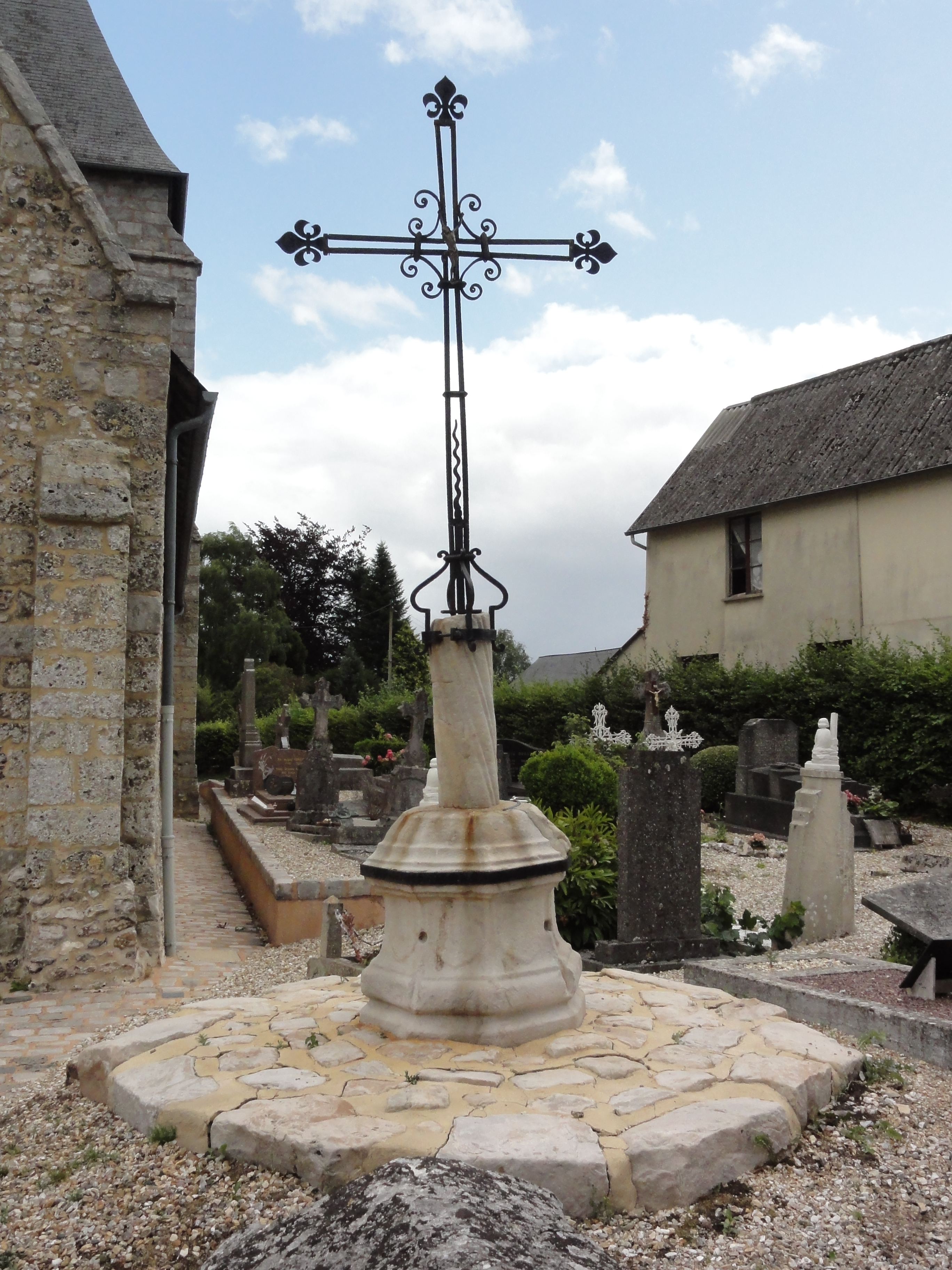
Croix du cimetière.
- Monument aux morts.
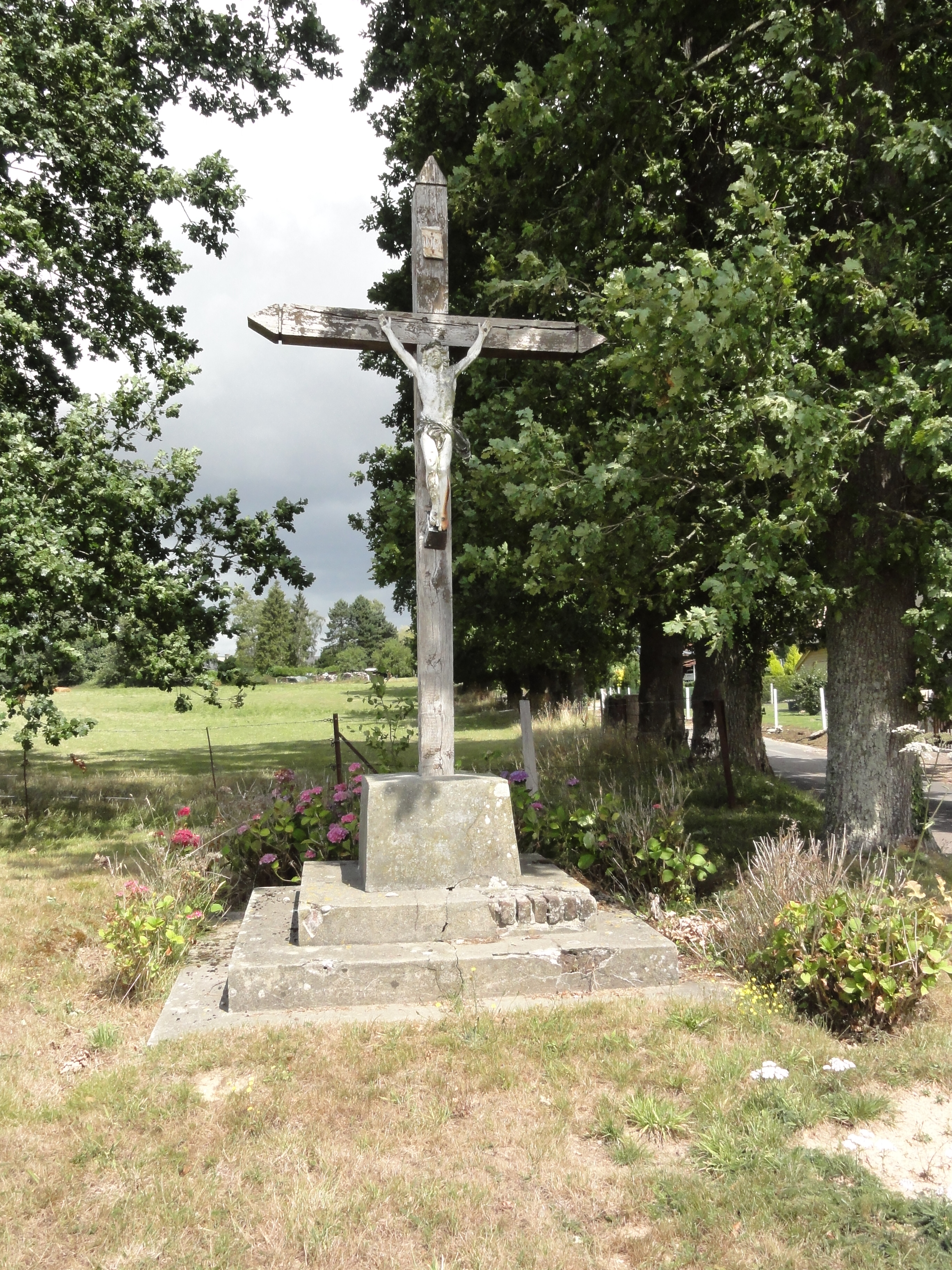
Calvaire.

- Église Saint-Pierre.
- Croix du cimetière.
- Calvaire.

### Personnalités liées à la commune
- François de Pardieu, baron de Boudeville, fils de Nicolas et de Anne de Cléres, chevalier de l'Ordre du roi. Converti à la religion protestante, il a été contraint (avec les sieurs de Longueuil, Ravelot, Soyer-d'Intraville et Rufosse) de se réfugier à Dieppe en 1588. Il fut tué le 11 octobre 1590 en combattant les ligueurs.
- Guillaume de Pardieu, de Berteville, a possédé vers 1725 le fief de Boudeville.
- André Lavoinne (1867-1952), homme politique.